# Fundusz Remontów Młynów Gospodarczych
Fundusz Remontów Młynów Gospodarczych – centralny instrument finansowy istniejący w latach 1950–1955, który przeznaczony był na pokrywanie kosztów remontu młynów i kaszarń gospodarczych.

## Powołanie Funduszu
Na podstawie ustawy z 1950 r. o utworzeniu Funduszu Remontów Młynów Gospodarczych ustanowiono fundusz.

## Dochody Funduszu
Dochód Funduszu tworzyły wpłaty części opłat, pobieranych za przemiał gospodarczy, wnoszone przez osoby, prowadzące młyny i kaszarnie gospodarcze.
Wysokość wpłat, tryb i terminy ich wnoszenia określił Minister Handlu Wewnętrznego.
Minister Handlu Wewnętrznego mógł w drodze zarządzenia:
- wprowadzić obowiązek wnoszenia opłat i wpłat w zbożu,
- zwolnić całkowicie lub częściowo przemiał, dokonywany przez niektóre kategorie osób, prowadzących gospodarstwa rolne, od tej części opłat, która przypada na rzecz Funduszu.

Wpłaty na rzecz Funduszu ulegały odliczeniu przy ustalaniu podstawy do wymiaru podatków: obrotowego i dochodowego. Nie uiszczone w terminie wpłaty na Fundusz podlegały przymusowemu ściągnięciu w trybie egzekucji administracyjnej.
Minister Handlu Wewnętrznego w porozumieniu z Ministrem Finansów i za zgodą Przewodniczącego Państwowej Komisji Planowania Gospodarczego określił organy powołane do administrowania i nadzorowania Funduszu, zakres właściwości tych organów, tryb włączania Funduszu do programu finansowego narodowego planu gospodarczego oraz zasady i tryb zużycia Funduszu na remonty. Fundusz był lokowany w Banku Rolnym.

## Zniesienie Funduszu
Na podstawie dekretu z 1955 r. o zniesieniu Funduszu Remontów Młynów Gospodarczych zniesiono Fundusz.